# Heinrich G. Schneeweiß
Heinrich G. Schneeweiß (auch: Heinz Schneeweiß, * 21. Februar 1930 in Bregenz als Heinrich Gebhard Schneeweiß) ist ein österreichischer Schriftsteller und Übersetzer.

## Leben
Heinrich G. Schneeweiß besuchte Gymnasien in Bregenz und in Feldkirch. Nach dem Abitur absolvierte er eine Ausbildung zum Schauspieler und Kameraassistenten. Er lebte längere Zeit in München. 1964 übersiedelte er in die Niederlande, wo er bis 1968 Germanistik und Niederländisch studierte und anschließend als Realschullehrer tätig war. Ab 1974 war er Bibliothekar am Goethe-Institut in Rotterdam. Heinrich G. Schneeweiß lebt heute im niederländischen Dordrecht.
Ab 1960 übersetzte Heinrich G. Schneeweiß zahlreiche Werke aus dem Niederländischen ins Deutsche. Seit 1963 veröffentlicht er auch eigene Prosa und Lyrik in deutscher Sprache.
Heinich G. Schneeweiß ist u. a. seit 1964 Mitglied des Niederländischen Schriftstellerverbandes, seit 1978 der Maatschappij der Nederlandse Letterkunde, des Verbandes Deutscher Schriftsteller sowie seit 1982 des PEN-Zentrums Deutschsprachiger Autoren im Ausland. 1995 wurde er mit dem Bundesverdienstkreuz ausgezeichnet.

## Werke
- Auf meiner Zunge der Kobold ..., Dülmen/Westf. 1963
- Memorandum eines Antipoden, Wien 1968
- So und nicht anders, Wiesbaden 1974
- Heute mich, morgen dich, Rotterdam 1976
- Friedfische, Münster 1996
- Das, worin Vergehen waltet, Oberhausen 1999
- Zwischen Picknick-Service und Showbusiness, Oberhausen 2001
- Aus Sternenstaub, Oberhausen 2003
- Was nun, Prometheus?, Oberhausen 2004
- Die Erde zeigt ihre Zähne, Oberhausen 2009
- Reblaus und Traubenhüter & Vom doppelten Wert aller Dinge, Hard 2011
- Die Geschichte des schwanzlosen Hundes, Verlag Schlaubetal – Dr. Kühl, Müllrose 2013 (Illustrator Edmund Bechtle)

## Herausgeberschaft
- Zwischen Augen und Atem, St. Gallen [u. a.] 1964
- Lied zwischen den Zähnen, Andernach 1972
- Kun je woorden verbranden?, Rotterdam 1985
- Belgien: ein Land auf der Suche nach sich selbst, 'Bremerhaven 1988

## Übersetzungen
- Herwig Arts: Warum an Gott glauben?, Münster [u. a.] 2000
- Ludo Bekkers: Zeitgenössische Maler in den Niederlanden und in Flandern, Rekkem 1995
- Godfried Bomans: Die drei Könige, München 1961
- Godfried Bomans: Die neue Pfarrhauskrippe, München 1962
- Cees Buddingh': Reptilien wieder erhältlich, München 1973
- Louis Couperus: Heliogabal, der Sonnenkaiser, Berlin 1995 (übersetzt zusammen mit Christel Captijn-Müller)
- Herman De Coninck: Die Mehrzahl von Glück, Eisingen 1991
- Cornelis Johannes Egelie: Von A nach Bethlehem, München 1966
- Guido Gezelle: Höher als meine Augen tragen, Münster 1999
- Gerben Hellinga: Kees der Junge, Frankfurt 1973 (übersetzt zusammen mit Astrid Fischer-Windorff)
- Stefan Hertmans: Scardanelli, Oberhausen 2001
- Ben Heuer: Mit einander Weihnachten feiern, München 1968
- Gerrit Kouwenaar: Ohne Namen, Wiesbaden 1972
- Sybren Polet: Das Haus, Bad Reichenhall 1960
- Sybren Polet: Organon, Egnach/Schweiz 1964
- Willem M. Roggeman: Die Arbeit des Dichters, Basel 1982
- Willem M. Roggeman: Die Erfindung der Zärtlichkeit, Münster 1996
- Willem M. Roggeman: Die Fantasie, Münster 1999
- Willem M. Roggeman: Die Kentauren, Basel 1987
- Willem M. Roggeman: Die Metamorphosen des Dichters, Oberhausen 2007
- Willem M. Roggeman: Niets gaat ooit voorbij, Dilbeek 1991
- Marc Ruyters: Zeitgenössische Bildhauer in den Niederlanden und in Flandern, Rekkem 1998
- Antoon Van den Braembussche: Denken über Kunst, Essen 1996
- Theo Vesseur: Wen suchst du?, München 1962
- Simon Vinkenoog: Ist dir das Leben die Freiheit noch wert?, Rotterdam 1975
- Wim de Vries: Zurück nach Kassel, 's-Gravendeel 1990
- Dick Walda: Der Trompeter von Auschwitz, Amsterdam 2002